# Taq-i Kisra

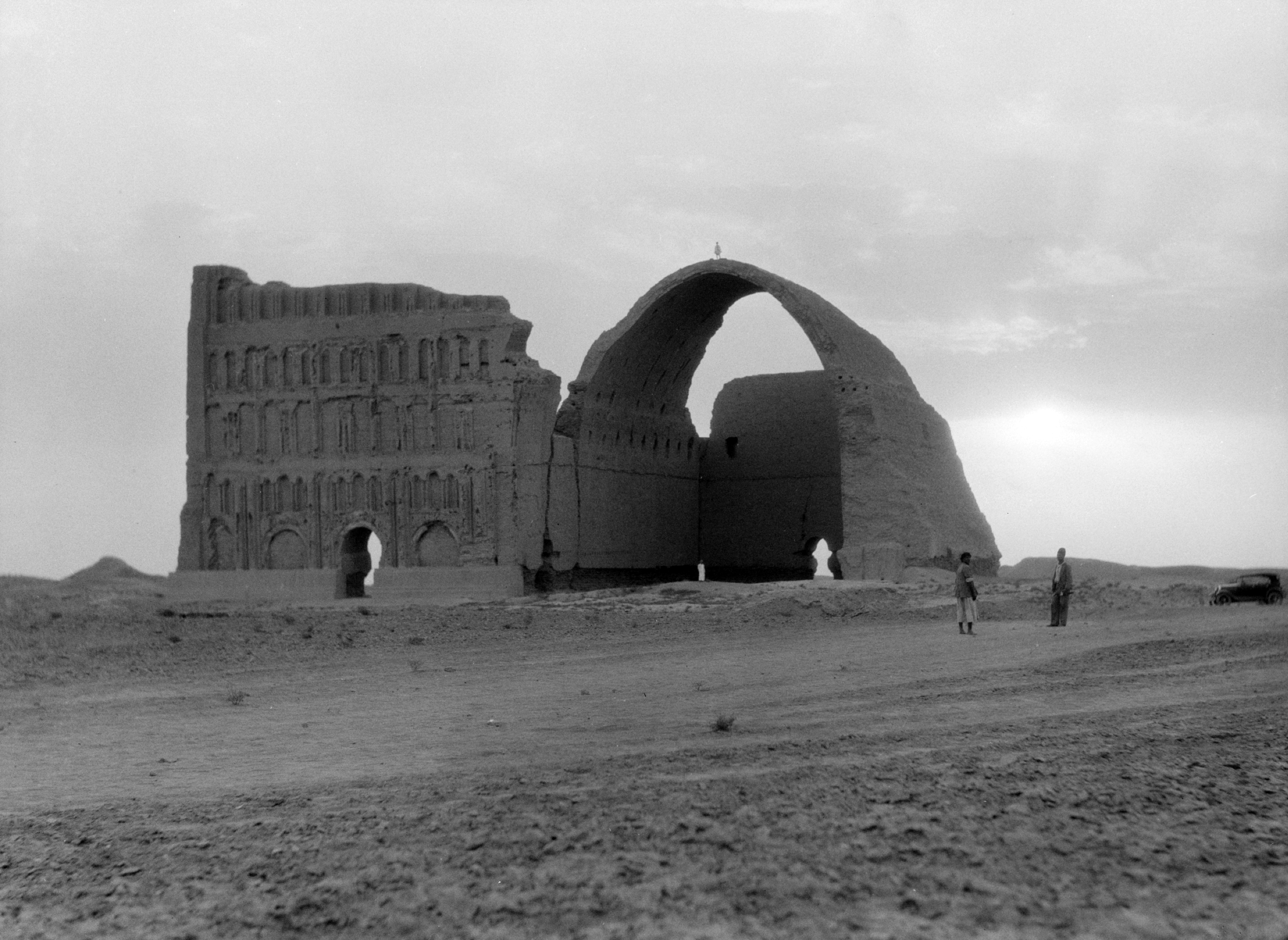
Het paleis in 1932 met nog maar één boog i.p.v. twee

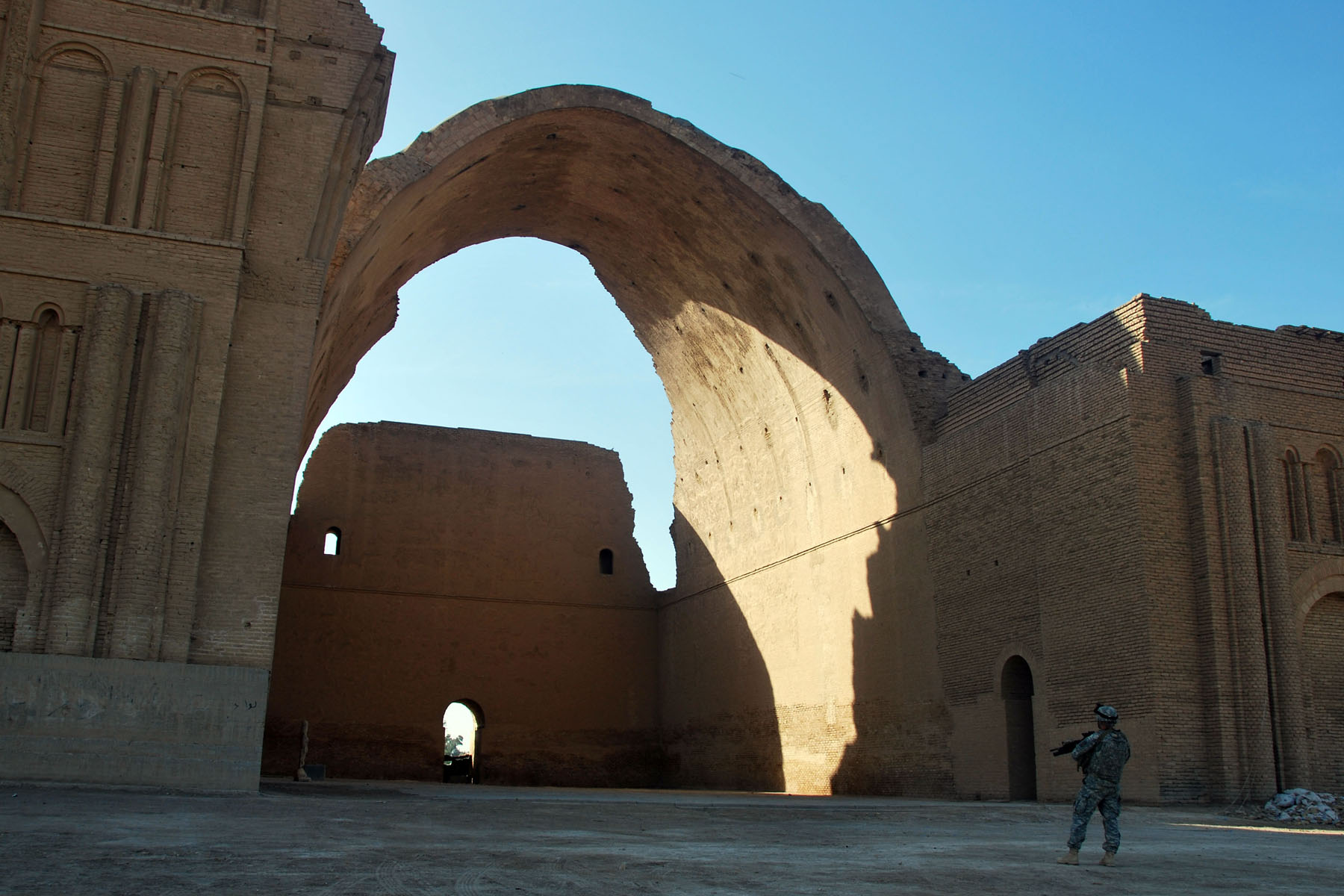
Het bouwwerk van dichtbij in 2008. Links en rechts zijn de deels gerestaureerde gevels te zien

De Taq-i Kisra of Taq Kasra (Perzisch: طاق کسری), is een paleisruïne in de Perzische archeologische vindplaats Ctesiphon, zo'n 35 km ten zuiden van Bagdad in het huidige Irak. 
Taq Kasra is ook bekend als de Iwan van Khusro en Iwan van Madain.  Dit paleis werd waarschijnlijk gebouwd in opdracht van de Perzische keizer Khusro I (regeerperiode 531-579) in de tijd van Sassaniden. De oprichter kan ook Sjapoer I (241-272) zijn. Het gebouw is opgebouwd uit lemen stenen die in de zon gedroogd werden.
Zeer opvallend is het kenmerkende tongewelf in het midden van het paleis. Deze overkoepelde een banketzaal annex troonzaal. Deze zaal was aan één kant open, 37 meter hoog, 24 meter breed en 48 meter lang. Dit gewelf is nog steeds de grootste stenen boog ter wereld. De boog is op het hoogste punt één meter dik en op de basis zeven meter. Waarschijnlijk is het gewelf zonder formeel gebouwd. Het heeft de vorm van een kettinglijn. In de gevel is de invloed van de Romeinse architectuur duidelijk zichtbaar, net als in de troonzaal die ooit omringd werd door zuilen.
Dit bouwwerk van tichelsteen wordt gekenmerkt door blinde vensters en dubbele zuiltjes die op de gevel zijn aangebracht, maar niet worden bekroond door kapitelen.
In 637 werd de stad veroverd door het Arabische leger van Sa'd ibn Abi Waqqas. De belangrijkste gebouwen werden verwoest maar het hoofdpaleis werd tot moskee omgedoopt. Toen in 751 de nieuwe hoofdstad Bagdad werd gesticht, verhuisden de meeste inwoners daarnaartoe waardoor Ctesiphon een spookstad werd.
Tegenwoordig is het paleis het enige bouwwerk in de stad Ctesiphon dat nog gedeeltelijk overeind staat. Ten tijde van het regime van Saddam Hoessein werd begonnen om de gevel van het paleis te herbouwen in baksteen. Deze herbouw is na verloop van tijd gestaakt.

## Documentaire
In 2018 maakte de Perzisch-Nederlandse Pejman Akbarzadeh de eerste documentaire over Taq Kasra. De film ging in première op de SOAS Universiteit in Londen. Vanwege het feit dat Taq Kasra werd bedreigd door aanvallen van ISIS in de periode 2015 - 2016, was documentairemaker Pejman Akbarzadeh zeer gemotiveerd om twee keer af te reizen naar Irak om de boog te filmen voordat deze volledig zou worden verwoest.